# Станіславув (Білобжезький повіт)
Станіславув (пол. Stanisławów) — село в Польщі, у гміні Промна Білобжезького повіту Мазовецького воєводства.
Населення — 127 осіб (2011).
У 1975-1998 роках село належало до Радомського воєводства.

## Демографія
Демографічна структура станом на 31 березня 2011 року:
|          | Загалом | Допрацездатний вік | Працездатний вік | Постпрацездатний вік |
| -------- | ------- | ------------------ | ---------------- | -------------------- |
| Чоловіки | 65      | 16                 | 44               | 5                    |
| Жінки    | 62      | 14                 | 40               | 8                    |
| Разом    | 127     | 30                 | 84               | 13                   |